# Ptilinop de capell blau
El ptilinop de capell blau (Ptilinopus monacha) és una espècie d'ocell de la família dels colúmbids (Columbidae) que habita els boscos de Halmahera, Ternate, i Bacan, a les Moluques Septentrionals.